# Kurmoiarski
Kurmoiarski (en rus: Курмоярский) és un poble (un khútor) de l'óblast de Rostov, a Rússia, segons el cens del 2010 tenia 194 habitants, pertany al municipi de Bistrianski.